# El cavaller de l'antifaç
El cavaller de l'antifaç és una pel·lícula independent catalana dirigida, produïda, escrita, distribuïda i protagonitzada pel català Francesc Xavier Capell basada en el còmic, de forma molt lliure, El Guerrero del Antifaz de Manuel Gago. Hi participen dos familiars seus com a extres.